# Brunia pentandra
Brunia pentandra är en tvåhjärtbladig växtart som först beskrevs av Carl Peter Thunberg, och fick sitt nu gällande namn av Class.-bockh. och E.G.H.Oliv. Brunia pentandra ingår i släktet Brunia och familjen Bruniaceae. Inga underarter finns listade.